# Ланских, Тимофей Иванович
Тимофей Иванович Ланских (1909 — 1943) — капитан Рабоче-крестьянской Красной Армии, участник Великой Отечественной войны, Герой Советского Союза (1943).

## Биография
Родился 18 февраля 1909 года в селе Замартынье (ныне — Добровский район Липецкой области). После окончания начальной школы работал сначала на шахте, затем в лесничестве. В 1929 году Ланских был призван на службу в Рабоче-крестьянскую Красную Армию. В 1935 году окончил Томскую артиллерийскую школу.
С июля 1942 года — на фронтах Великой Отечественной войны. Принимал участие в боях на Сталинградском, Воронежском и Степном фронтах. Участвовал в Сталинградской битве, дважды был ранен.
К сентябрю 1943 года был заместителем по строевой части командира 1844-го истребительно-противотанкового артиллерийского полка 30-й отдельной истребительно-противотанковой артиллерийской бригады 7-й гвардейской армии Степного фронта. Отличился во время битвы за Днепр. 27 сентября 1943 года переправился через Днепр и принял активное участие в боях за захват и удержание острова Глинск-Бородаевский и затем плацдарма на западном берегу, освобождении села Бородаевка Верхнеднепровского района Днепропетровской области Украинской ССР, десять последних дней лично руководил действиями соединений полка.
8 октября 1943 года погиб в бою. Первоначально был похоронен на месте гибели, позднее перезахоронен в братской могиле в центре села Радянское Кобелякского района Полтавской области Украины.
Указом Президиума Верховного Совета СССР от 26 октября 1943 года за «успешное форсирование реки Днепр южнее Киева, прочное закрепление плацдарма на западном берегу реки Днепр и проявленные при этом отвагу и геройство» гвардии капитан Тимофей Ланских посмертно был удостоен высокого звания Героя Советского Союза. Также был награждён орденами Ленина, Красного Знамени, Отечественной войны 1-й степени.
В честь Ланских установлен обелиск в Замартынье.